# Civitas Nerviorum
 (avril 2017).
Si vous disposez d'ouvrages ou d'articles de référence ou si vous connaissez des sites web de qualité traitant du thème abordé ici, merci de compléter l'article en donnant les références utiles à sa vérifiabilité et en les liant à la section « Notes et références ».

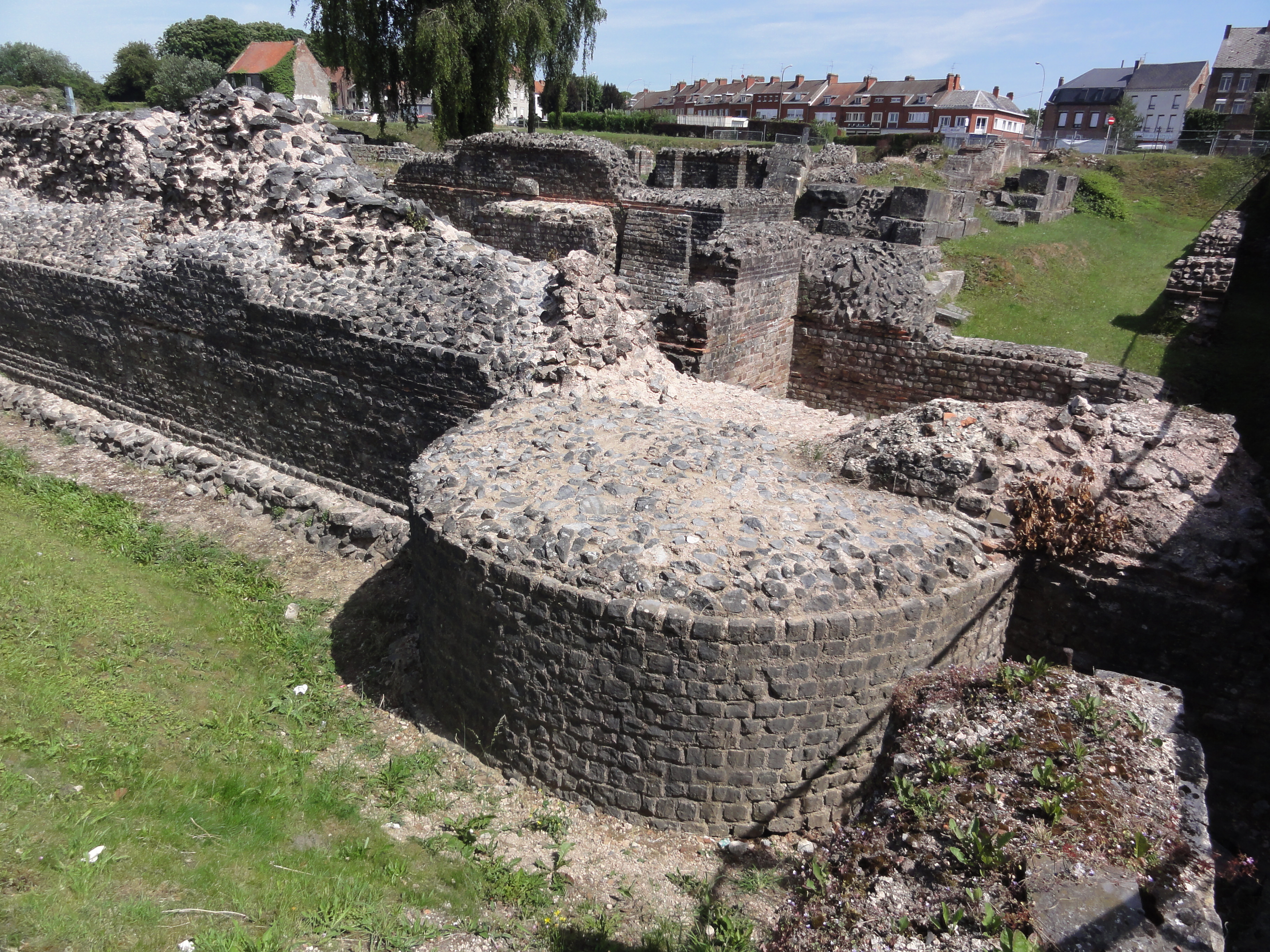
Vestige de Bagacum, capitale de la civitas.

La Civitas Nerviorum ou cité des Nerviens était une cellule administrative et religieuse de l'Empire romain. Son chef-lieu était Bavay. La naissance du Civitas Nerviorum, après la conquête, résulte de la réorganisation du territoire par Auguste (sans doute entre -16 et -13). La Gaule conquise par César est alors partagée en trois provinces. La région située entre la Seine et le Rhin constitue la Gaule belgique et a pour capitale Reims. Elle est divisée en « cités » (civitates), circonscriptions administratives qui ont à leur tête un chef-lieu. Dans cette circonscription vivait un des plus farouches peuples de la Gaule du Nord qui occupait une vaste région comprise entre l’Escaut, la Sambre et la Meuse : les Nerviens.

## Topographie

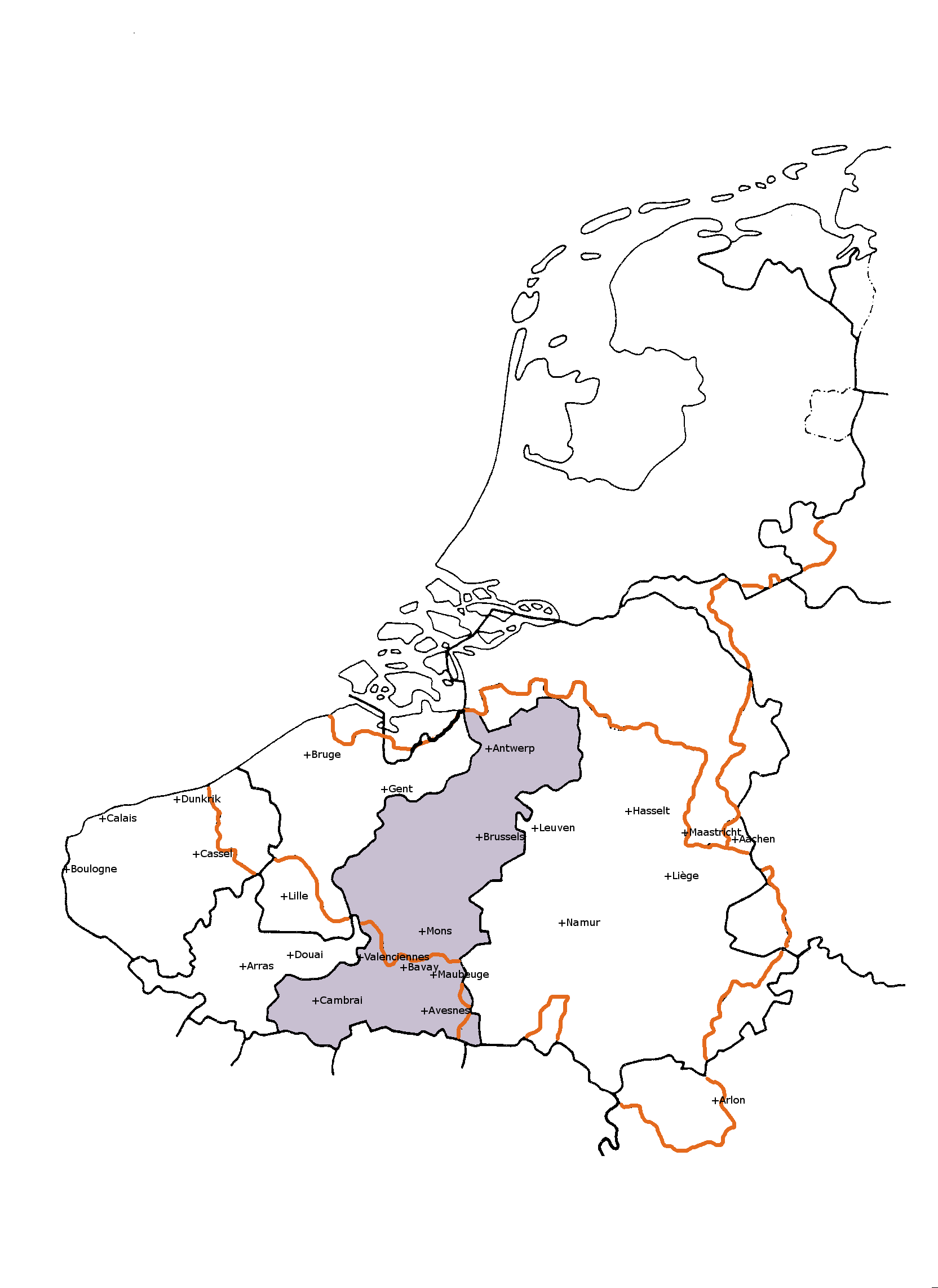
Le diocèse médiéval de Cambrai était basé sur le territoire de la Civitas Nervii.

Le territoire nervien comprenait les provinces modernes belges du Hainaut, du Brabant (wallon et flamand), plus au nord, la province d'Anvers et encore plus au nord, la province néerlandaise du Brabant du Nord, ainsi qu'en France le Sud et l'Est du département du Nord, où se trouve l'actuelle Bavay et deux oppida celtiques : Flaumont-Waudrechies et Estrun. Leur capitale était Bagacum — Bavay —, à l'est de l'Escaut, qui les séparait des Ménapes et des Atrébates. Placée au centre d’un nœud routier, Bavay est le passage obligé entre la Germanie et le port de guerre de Boulogne-sur-Mer, tête de pont vers la Bretagne. Les autres villes sont Fanum Martis (Famars), et Geminiacum (Liberchies).
Vers 10 av. J.-C., construction de la Chaussée romaine de Bavay à Cologne, sur base d'une route celte préexistante. Les voies gauloises, rectifiées et améliorées par les légions romaines, offrent des services techniques de roulage et de charronnerie, des lieux d'accueil et d'hébergement de voyageurs, en retrait prudent de la voie, tous les 70 à 80 stades. Au cœur de la cité des Nerviens, le complexe cultuel gallo-romain de Blicquy à proximité de cette chaussée comprend un sanctuaire, un théâtre, un aqueduc, des thermes et un quartier artisanal. Les autres voies, sept au total, reliaient le chef-lieu de cité des Nerviens aux capitales des cités des peuples voisins (Amiens via Arras, Tongres, Cassel, Trèves à l’est et Reims au sud). Sa position est évidemment stratégique, mais très vite ces voies à vocation militaire (le futur empereur Tibère transite à Bavay avec ses armées vers l'an 4) sont utilisées à des fins commerciales. 
Au Bas-Empire, après une descente dévastatrice des Germains sur Bavacum, le chef-lieu administratif Romain fut transféré à Cambrai (Camaracum), apparemment au cœur de la région agricole la plus riche, mais nettement plus au sud, en pays gaulois. Au milieu du IVe siècle l'avance des Francs vers le sud amène les Romains à construire des forts le long des routes Cologne-Bavay-Cambrai et Cambrai-Boulogne. En 430, commandés par le roi Clodion le Chevelu, les Francs Saliens s'emparent de la région. En 509, Clovis la rattache à son royaume Franc.

## Unités auxiliaires romaines

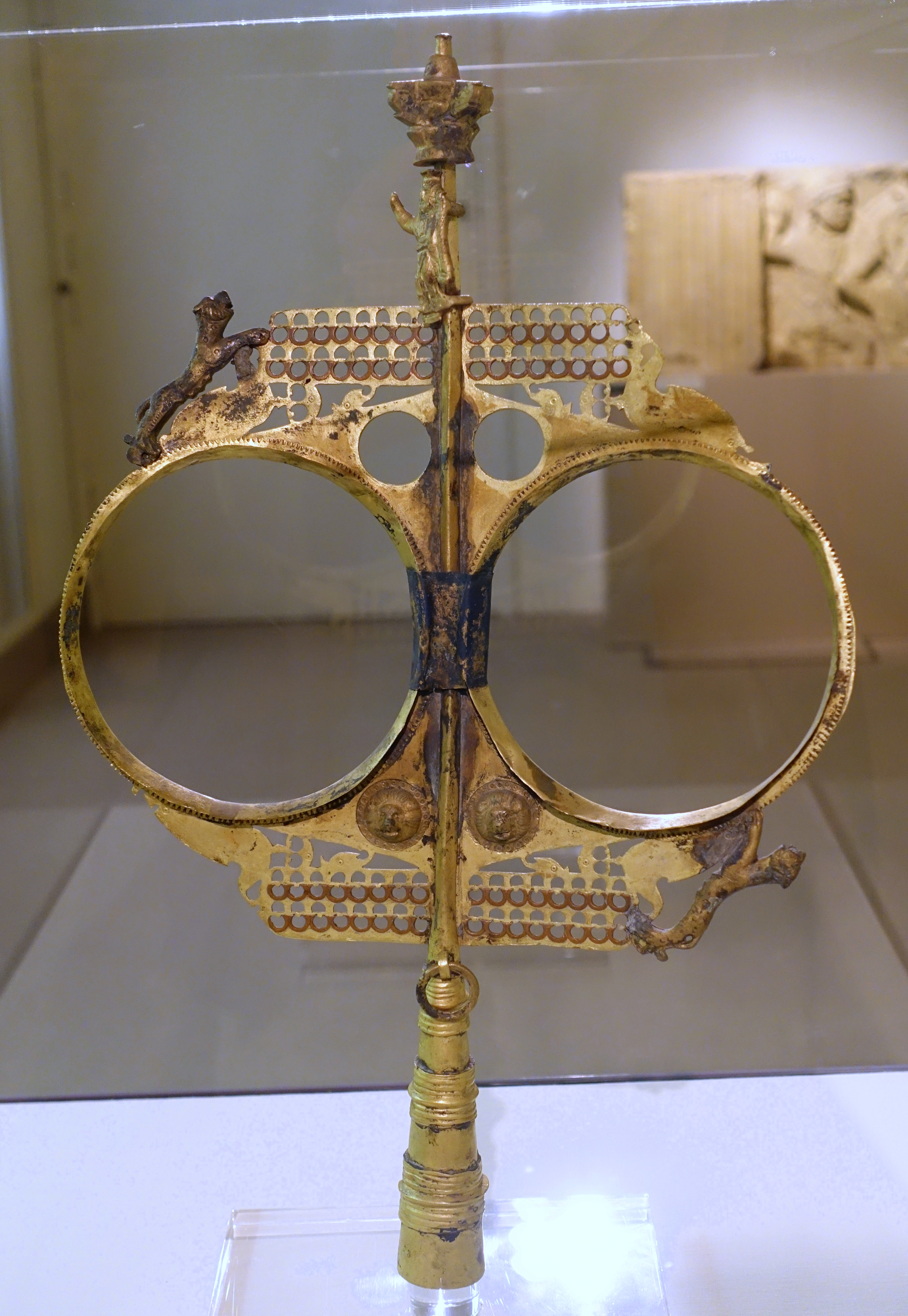
Porte étendard, Flobecq,

Après leur intégration à l'Empire romain, les Nerviens ont servi dans l'armée romaine. Ils furent rassemblés dans des cohortes nerviennes. Entre 12 et 9 avant Jésus-Christ, des troupes nerviennes participent à la campagne de Germanie de Nero Claudius Drusus, sous les ordres des chefs nerviens, Senectius et Anectius. Dans les années 70 de notre ère, des troupes nerviennes sont chargées de combattre la révolte des Bataves menée par Caius Julius Civilis mais la nation se rallie un temps aux révoltés.
Ces cohortes servaient le long du Rhin et le long du mur d'Hadrien en (Grande) Bretagne. Selon Tacite c'étaient des troupes d'élite. 
Les cohortes Nerviorum suivantes étaient stationnées en Bretagne en 71 après Jésus-Christ sous le commandement de Quintus Petillius Cerialis: 
- Cohors I Nerviorum
- Cohors II Nerviorum
- Cohors III Nerviorum
- Cohors IV Nerviorum
- Cohors V Nerviorum
- Cohors VI Nerviorum

## Diocèse
Comme d'autres cités et régions des provinces gallo-romaines, la civitas Nerviorum servira de base à la constitution d’un diocèse de l’Église catholique qui prendra le nom de sa nouvelle capitale Cambrai. Le contexte historique de la formation du picard est lié à l'extension territoriale du diocèse de Cambrai. L’Atlas linguistique de la Wallonie a mis en valeur cette très ancienne trace possible de l’influence des subdivisions de l’Église. À la période carolingienne, le pouvoir territorial d'une ancienne civitas est démembré entre plusieurs comtes qui règnent sur différents pagi tandis que la cohérence du diocèse est maintenue sur l'ensemble de la civitas. La Cité des Nerviens est divisée en pagi : 
- Pagus Cameracensis ou Cambrésis
- Pagus Hainaus ou Hainaut
- Pagus Bracbantum ou Brabant
- Pagus Renensium (correspond au doyenné d'Anvers)